# Речно језеро
Речно језеро (ијек. ријечно језеро) је тип језера који настаје ерозионим или акумулационим радом речне воде. Овакав тип језера је бројан у низијским пределима где брзина тока реке слаби и кривуда. Ерозиона речна језера су мртваје и она настају меандрирањем реке и одсецањем меандра у коме се вода ујезерава. Она су издуженог или полумесечастог облика.
У групу речних ерозионих језера убрајају се и такозвана „ходовска” језера. Њихов назив потиче од тога што она леже у ходовима и испод конкавних обала. Карактеристична су за полупустињске и степске области, на рекама чије се отицање прекида у топлијим месецима. За време трајања ових месеци удубљења („вирови”) у речним коритима претварају се у низ језера. Ходовска језера јављају се на реци Сарпи јужно од Волгограда, на Дарлингу у Аустралији итд.
Акумулациона речна језера називају се још и „бигрена или травертинска”, а настају таложењем раствореног калцијум-карбоната на брзацима у речном кориту, на местима са већом аерацијом воде. Таква су Плитвичка језера у изворишту Коране (Хрватска), језера на Пливи код Јајца итд.
Овој групи могу се приписати и приморска језера (лагуне и лимани), која представљају потопљена ушћа река.

## Речна језера у Србији
Речна језера у Србији најбројнија су у Панонском делу. Реке овог дела слободно меандрирају и често напуштају своја корита па има пуно пресечених и напуштених меандара који представљају речна језера. Језера постала на овај начин бројна су око Дунава, Тисе, Саве и Велике Мораве. Има их и дубоких и плитких. Нека плића језера претворена су у баре. У некима од њих вода се обнавља за време поплава, нека се хране путем издани а код неких је вода устајала и не обнавља се.
Језеро Русанда код Меленаца, недалеко од Зрењанина, је типичан пример језера чија се вода не обнавља. Услед великог испаравања његова вода је полуслана и лековита (алкално-муријатична). Због овога, оно је претворено у лековито-муријатично лечилиште. Језеро је настало у напуштеном меандру реке Тисе. Дугачко је око 2,5 km, широко 400 m и дубоко око 1 m. Његова површина износи 1,52 km2. Салинитет воде достиже 40-60 промила. Језеро се храни изданском водом и падавинама а губи је испаравањем. Боја воде је мркозелена и незнатне провидности.
Многа речна језера у Србији претворена су у баре и мочваре обрасле барским биљкама и насељене пернатом дивљачи. Таква је Обедска бара која представља најтипичније речно језеро у Србији. Скоро целокупна површина овог језера обрасла је вегетацијом. Без вегетације је само неколико „ока”, у којима су највеће дубине. Обедска бара је највећа орнитолошка станица птица селица у југоисточној Европи па је, због тога, законом заштићена.
Познатих речних језера у Банату има код Елемира и Чоке (долина Тисе), код Сакуле и Опова (око Тамиша). Речна језера око Велике Мораве и њених саставница називају се „моравишта”. Поједина речна језера претворена су у рибњаке (Ечка, Живача и др.) и користе се за спортски риболов.